# Coolgardie safe

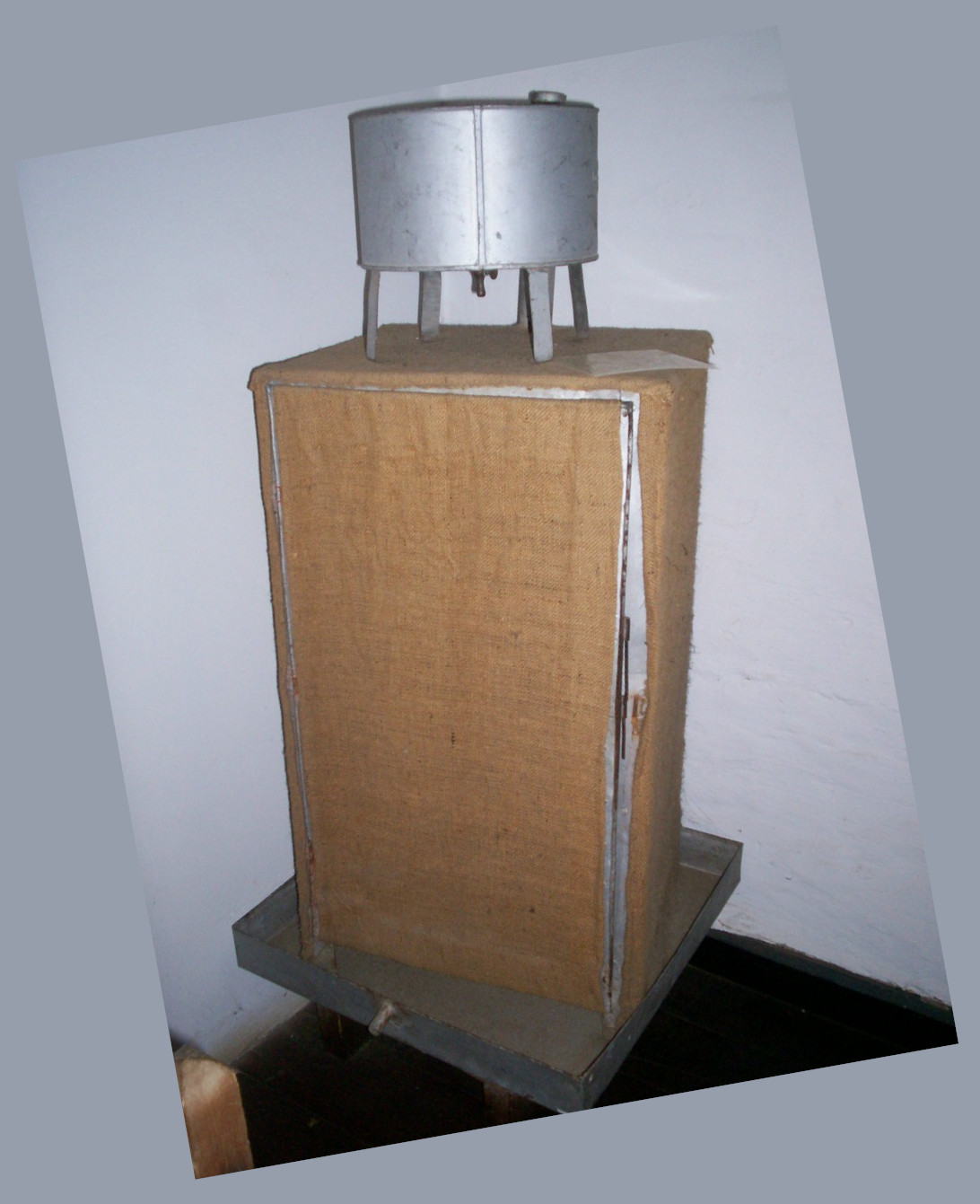
Een 'Coolgardie safe' in Kalgoorlies mijnmuseum

De Coolgardie safe is een low tech voorloper van de koelkast, een voedselbewaarplaats voor het koelen en verlengen van de levensduur van etenswaren. De kast heeft als basisprincipe de warmteoverdracht die tijdens de verdamping van water plaatsvindt.
De Coolgardie safe werd vernoemd naar het mijnwerkersplaatsje waar ze werd uitgevonden, Coolgardie nabij Kalgoorlie-Boulder in West-Australië.

## Geschiedenis
Coolgardie ontstond tijdens een goldrush in de vroege jaren 1890, nog voor de goldrush waaruit later Kalgoorlie-Boulder zou voortkomen. Voor de goudzoekers die zich haasten rijkdom te vergaren in de warme droge afgelegen gebieden in West-Australië, bestond een van de vele uitdagingen eruit de houdbaarheid van bederfbare etenswaren te verlengen.
De 'Coolgardie safe' werd eind jaren 1890 door Arthur Patrick McCormick, de latere burgemeester van Narrogin, uitgevonden. Hij maakte gebruik van de techniek die de ontdekkingsreizigers in de outback gebruikten om hun drinkwater koel te houden. Ze droegen canvas waterzakken bij zich. Als de zakken gevuld waren met water zwollen de vezels op waardoor de zak het water vasthield. Een beetje water sijpelde er toch door en verdampte. Het meest effectieve was de techniek wanneer er voortdurend lucht langs de zak stroomde, zoals op de flank van een bewegende kameel of paard. Een zijde van zo'n waterzak bestond uit leer en de andere uit canvas.
De techniek zou door ontdekkingsreiziger en wetenschapper Thomas Livingstone Mitchell (1792–1855) zijn waargenomen bij de Australische Aborigines uit het zuidoosten van Queensland. Die Aborigines droegen water in kangoeroehuiden.

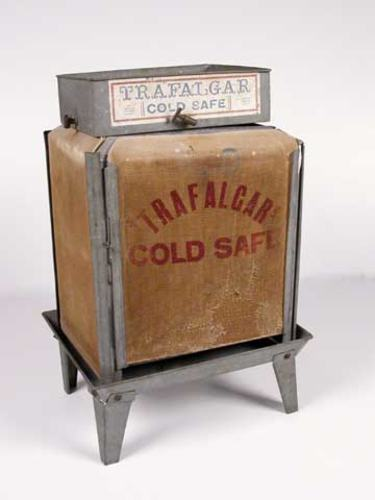
Een 'Coolgardie safe' in Kalgoorlies mijnmuseum

## Werking
De 'Coolgardie safe' werd gemaakt uit draadgaas, juteweefsel en een houten of ijzeren geraamte met een gegalvaniseerd ijzeren bakje erbovenop. Het ijzeren bakje werd gevuld met water en het uiteinde van het juteweefsel werd erin gehangen zodat het water werd opgezogen.
Door de capillaire werking van het juteweefsel werd het water langzaamaan uit het bakje gezogen. Een bries die langs het vochtige juteweefsel streek deed het water verdampen. Hierdoor verkoelde de lucht in de kast en werden ook de etenswaren erin gekoeld. Het verkoelen van de lucht gebeurde doordat het water in het juteweefsel energie nodig had om van staat te veranderen en te verdampen. De energie werd via het kippengaas uit het binnenste van de kast gehaald waardoor dit binnenste koelde. De kast stond in een ijzeren bak om het teveel aan water uit het juteweefsel op te vangen en de mieren weg te houden.
De 'Coolgardie safe' werd gewoonlijk op een veranda, of een andere plaats waar een briesje passeerde, geplaatst . De kast was tot in het midden van de 20e eeuw een veelvoorkomend huishoudapparaat in Australië. De 'Coolgardie safe' kon kant-en-klaar worden aangekocht of gemakkelijk zelf worden vervaardigd. Ze werden soms mooi versierd.